# Drobnicowiec

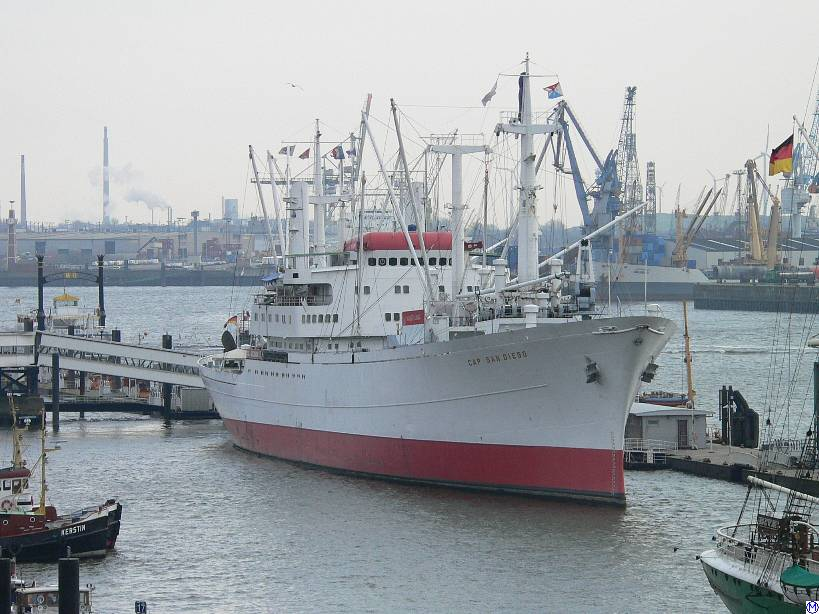
Drobnicowiec Cap San Diego

Drobnicowiec – statek wodny przeznaczony do przewozu drobnicy, czyli towarów przemysłowych liczonych w sztukach, zapakowanych w skrzynie, beczki, bele, worki i inne rodzaje opakowań, lub bez opakowania, np. samochody.
Drobnicowce rozwijają zwykle dużą prędkość, przekraczającą nawet 20 węzłów. Z reguły są wyposażone w urządzenia i osprzęt przeładunkowy (dźwigi lub bomy ładunkowe), umożliwiający im załadowanie i wyładowanie ładunku bez użycia urządzeń portowych.
Przestrzeń przeznaczona na ładunek jest podzielona grodziami na ładownie. Większość drobnicowców ma międzypokłady, dzielące ładownie na przedziały (piętra), co pozwala na lepsze wykorzystanie pojemności i nośności, a także rozdzielenie ładunków przeznaczonych do różnych portów lub wymagających separacji z racji swoich właściwości.
Drobnicowce mogą też zabierać do dwunastu pasażerów.